# Taylor Featherston
Taylor Joseph Featherston (né le 8 octobre 1989 à Houston, Texas, États-Unis) est un joueur de champ intérieur de la Ligue majeure de baseball.

## Carrière
Joueur des Horned Frogs de la Texas Christian University, Taylor Featherston est repêché par les Rockies du Colorado au 5e tour de sélection en 2011. Après 4 saisons jouée de 2011 à 2014 en ligues mineures dans l'organisation des Rockies, il est réclamé par les Angels de Los Angeles au repêchage de la règle 5 du 11 décembre 2014.
Featherston fait ses débuts dans le baseball majeur avec les Angels le 12 avril 2015. Featherston n'affiche qu'une faible moyenne au bâton de ,162 en 101 matchs des Angels en 2015. Ces derniers le transfèrent aux Phillies de Philadelphie le 10 février 2016.
Il joue 19 matchs pour Philadelphie en 2016 et 17 pour les Rays de Tampa Bay en 2017.
Il signe un contrat des ligues mineures avec les Twins du Minnesota le 15 décembre 2017.